# Esztergom (comitaat)
Esztergom (Duits: Komitat Gran, Slowaaks: Ostrihomská župa) was een historisch comitaat op de grens van het midden en westen van het koninkrijk Hongarije. Dit comitaat bestond vanaf de 11e eeuw tot 1950 in zijn historische context. Het noordelijke deel hoort vanaf 1920 bij Slowakije (het toenmalige Tsjecho-Slowakije, in de Tweede Wereldoorlog hoorde het hele gebied weer bij het koninkrijk Hongarije. Het was qua oppervlakte, het kleinste comitaat.
Tegenwoordig is het deels onderdeel van Slowakije (twee derde, het noorden) en is er een deel dat bij Hongarije (één derde, het zuiden) hoort. In Hongarije, onderdeel geworden van de fusie van de historische comitaten Komárom en Esztergom in het vernieuwde comitaat, Komárom-Esztergom stammend uit 1950.  
Tijdens de Turkse bezetting na 1543, meer specifiek (1605-1633) werd het comitaat bestuurd door een hoofdstad die nooit onderdeel uitmaakte van het gebied, namelijk de vesting Nové Zámky / Neuhäusel, toen Érsekújvár genoemd. Die plaats was gelegen in het historische comitaat Nyitra.

## Ligging

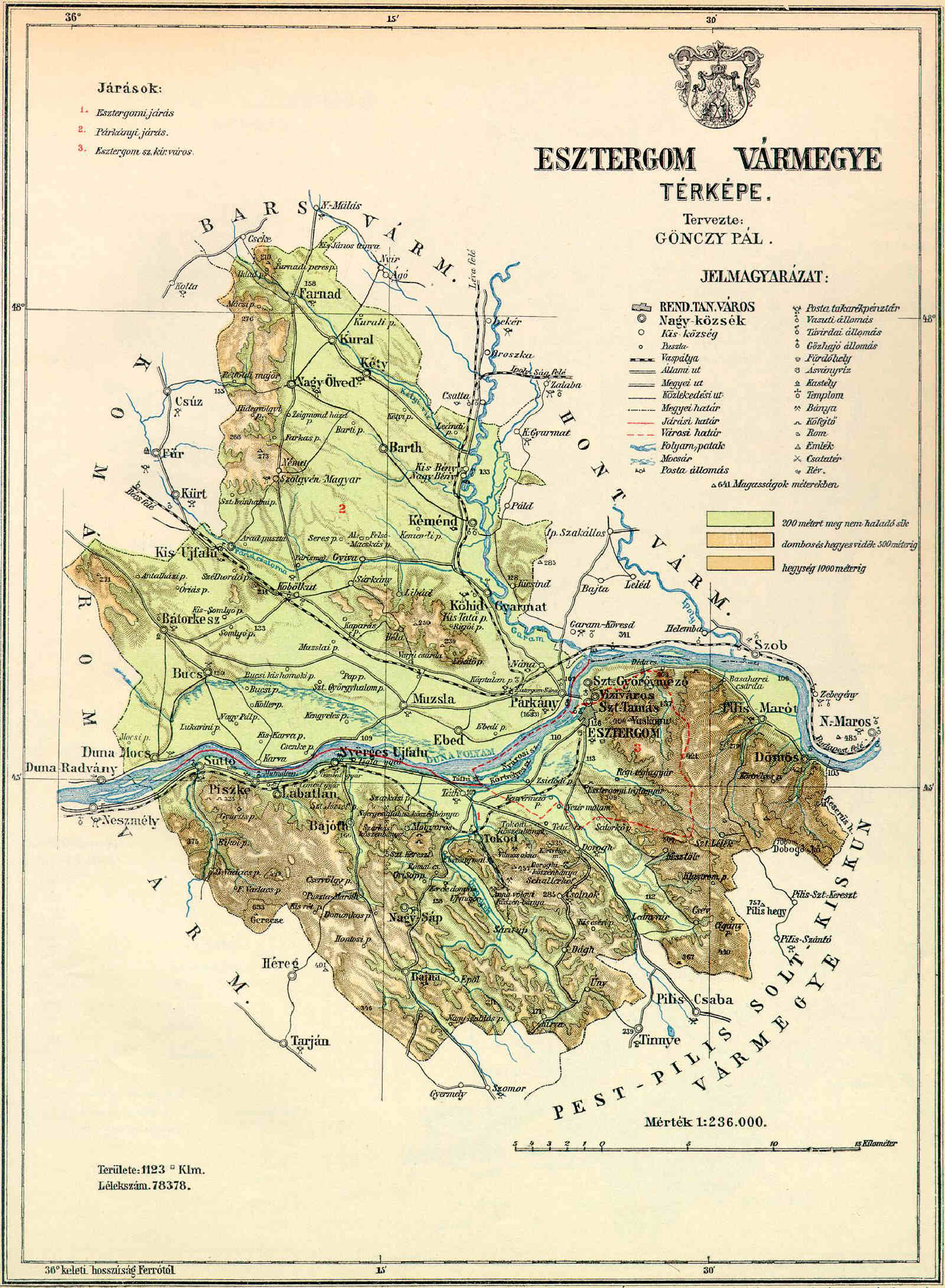
Kaart van het Comitaat Esztergom in 1890

Het comitaat grensde aan de comitaten Komárom, Bars, Hont en het comitaat Pest-Pilis-Solt-Kiskun. De rivier de Hron / Garam / Gran,  een aantal kleinere rivieren door de laagvlakte in het noorden van het comitaat en bergrivieren in het zuiden van het gebied. De Donau doorsneed het comitaat net ten zuiden van het midden. 
Het gebied is een bergachtig landschap aan de zuidkant en de noordkant bestond vooral uit laagvlakte met hier en daar geïsoleerde  heuvelgebieden.

## Districten
| Stoeldistrict                 | Hoofdplaats               |
| ----------------------------- | ------------------------- |
| Esztergom                     | Esztergom                 |
| Párkány, tegenwoordig Štúrovo | Muzsla, het huidige Mužla |
| Stadsdistrict                 |                           |
| Esztergom                     | Esztergom                 |

Het grotere Stoeldistrict Párkány behoord tegenwoordig tot het grondgebied van Slowakije, het kleinere Stoeldistrict Esztergom en het gelijknamige Stadsdistrict behoren nog steeds tot Hongarije. Esztergom is het belangrijkste kerkelijk centrum van Hongarije, vandaar ook de afbeelding van een bisschop in het wapen van het historische comitaat.   